# Daniel Graovac
Daniel Graovac, né le 8 août 1993 à Bosanski Novi, est un footballeur bosnien qui joue actuellement en tant que défenseur central à FCSB.

## Biographie
Daniel Graovac commence le football au FK Sloboda Novi Grad (en) et dispute avec l'équipe de Bosnie-Herzégovine cadets toutes les rencontres éliminatoires du championnat d'Europe de sa catégorie d'âge. À 16 ans, il rejoint les rangs des équipes de jeunes du Dinamo Zagreb. Après sa formation dans le club croate, il s'engage en 2012 avec le Zrinjski Mostar
Il fait sa première apparition internationale dans une rencontre amicale contre la Suisse le 29 mars 2016, en remplaçant Ervin Zukanović à la 86e minute.
Il rejoint, le 26 août 2016, le club chypriote de l'Apollon Limassol puis, le 29 août, il rejoint le Royal Excel Mouscron sous forme de prêt.

## Palmarès
- Zrinjski Mostar
  - Championnat de Bosnie-Herzégovine (3) : 2014, 2016 et 2017
- FK Zeljeznicar
  - Coupe de Bosnie-Herzégovine (1) : 2018